# 오서바브란트바흐
오서바브란트바흐(아프리칸스어: Ossewabrandwag [ˈɔsəˌvɑːˌbrantvaχ])는 2차 대전 시기 남아프리카 연방에서 활동하던 친나치 민족주의 단체이다.

## 설립 이전
19세기, 남아프리카에는 보어인들이 살고 있었다. 그 결과, 오렌지 자유국과 트란스발 공화국이 수립되었는데, 영국의 식민진출으로 인하여 제2차 보어 전쟁이 발발한다. 제2차 보어 전쟁 이후 영국은 보어 공화국을 점령하여 네덜란드와 독일 제국도 보어 공화국을 지원했다. 전쟁이 끝나고, 1910년에는 남아프리카 연방이 수립되었다. 그 결과 아프리카너들 역시 일반적인 화해가 있었고, 아프리카너 군인 출신의 지도력 하에 제1차 세계 대전에서는 아프리카너 수천 명과 영국군이 참전하였다.
그럼에도 불구하고 많은 보어인들은 영국인들이 보어 전쟁에서 사용된 잔인한 전술과 전략으로 인하여 영국의 통치에 큰 반발을 일으켰다.

## 1930년대
1930년대에는 대공황으로 인하여 영국의 경제가 흔들리고 있었다. 이 때 우익 정당 국민당의 설립자 다니엘 프랑수아 말란은 국민당 (남아프리카 공화국)이라는 정당에 입당하여 얀 스뮈츠가 만든 중도우파 남아프리카당을 합병시켰다.
1938년은 보어인들이 대이동을 한지 100년이 되는 해였다. 이 때 오서바브란트바흐이라는 극우 민족주의 무장 단체가 만들어졌다. 이 단체의 지도자는 요하너스 판 렌스뷔르흐이며, 그는 변호사이며 총리직을 맡고 있는 스뮈츠 밑에서 법무부 장관을 역임했다. 또한 렌스뷔르흐는 히틀러를 숭배하였다.

## 제2차 세계 대전 당시
오서바브란트바흐는 영국에 반대하고 나치 독일과 협력을 했다. 그래서 오서브란트바흐는 1939년 영국이 선전 포고를 한 이후에도 식민지인 남아프리카 연방이 전쟁에 참여하는 것에 반대했다. 한편 반 덴 베르게는 반 렌스버그가 오서브란트바흐에 가입하지 않았다며 파시즘의 인물은 아니라고 주장했다.
알렉산드르 쿠마 눔베 3세는 이 단체가 "기초적인 총통 원리와 대영제국과 싸우고, 자본가, 공산주의자, 유대인들을 박해시켜 당과 체제를 구축시켜 의원 내각제를 구축시키겠다.. 기초적인 나치즘의 원리일 것이다."라고 말했다. 
오서브란트바흐 회원들은 남아프리카 연방의 군 입대를 거부했다. 1941년 2월 1일에 요하네스버그에서 폭동이 발생했고, 140명의 군인들이 부상을 입었다.
그러나 남아프리카 연방 정부는 무장 준군사조직인 스톰제어스가 더욱 위험하다고 판단했다. 스톰제어스는 오서브란트바흐의 준군사조직이다. 스톰제어스의 본질은 새로운 신병들에 의해 맹세되어 입증이 되었다고 한다. 이들의 맹세는, "만약에 내가 후퇴하면, 나를 죽여라. 만약에 내가 죽으면, 내게 복수하라. 만약에 내가 나아가면, 나를 따르라."이다.
스톰제어스는 연방 정부의 전력선과 철도를 파괴시키고 전신과 전화선을 끊었다. 이것은 거의 대부분의 아프리카너들에게 반발을 사 말란은 1942년에 국민당과 오서브란트바흐의 단절을 명령하였다.
연방 정부는 오서브란트바흐과 스톰제어스를 수용소로 수감했다. 그 중에는 훗날 남아프리카 공화국의 총리가 될 발타자르 요하너스 포스터도 있었다.
1945년, 제2차 세계 대전이 종전되자 국민당에게 흡수됐으며, 이 조직은 해체가 되었다.

## 같이 보기
- 로베이 레버란트